# Лемиту
Лемѝту (на гръцки: Λεμύθου, Λεμίθου) е село в Кипър, окръг Лимасол. Според статистическата служба на Република Кипър през 2001 г. селото има 108 жители.
Намира се на 3 km западно от Продромос.